# 주앙 파울루 다 시우바 아라우주
주앙 파울루 다 시우바 아라우주(포르투갈어: João Paulo da Silva Araújo, 1988년 6월 2일)은 주앙 파울루로 불리는 브라질의 축구 선수이다. 현재 카자흐스탄의 FC 카이라트의 선수이다.
K리그 등록명은 주앙파울로였다.

## 선수 경력

### 클럽 경력
2007년 브라질 ABC-RN 클럽에서 선수 경력을 시작하였다.
2011년 광주FC에 입단하면서 한국무대에 처음 입문하였으나 2012시즌 광주가 강등되었고, 2013시즌 대전 시티즌으로 임대를 갔다가 완전이적했으나 팀의 강등을 막지 못했고, 2014년 인천 유나이티드로 이적했으나, 별다른 활약을 보이지 못한채 인천 유나이티드가 하위권을 맴돌자 브라질로 다시 돌아갔다.
자신이 속한 한국팀이 모두 챌린지로 강등되는 탓에 강등 청부사라는 별명을 얻기도했다.